# In quiete
In quiete è un album dal vivo del gruppo musicale italiano Consorzio Suonatori Indipendenti, pubblicato nel 1994.

## Descrizione
Pubblicato nel 1994, è la registrazione del concerto tenuto dal gruppo negli studi dell'emittente televisiva Videomusic all'interno di un ciclo di trasmissioni intitolato Acoustica.
Il concerto riprende brani di Ko de mondo inframmezzati dai rifacimenti di pezzi dei CCCP Fedeli alla linea, nonché un brano dei Marlene Kuntz (allora sconosciuti al grande pubblico e facenti parte del Consorzio Produttori Indipendenti), e uno di Franco Battiato (Aria di rivoluzione, non incluso nella versione CD).
Nel disco inoltre non è presente il brano Depressione Caspica, suonato invece durante la trasmissione.
Dell'album esiste anche un'edizione in VHS e DVD.

## Tracce
1. In viaggio
2. Inquieto
3. Memorie di una testa tagliata
4. Stati di agitazione
5. Palpitazione tenue
6. Occidente
7. Io sto bene
8. Allarme
9. Lieve (cover dai Marlene Kuntz)
10. Fuochi nella notte
11. And the radio plays
12. Del mondo

## Formazione
- Giovanni Lindo Ferretti - voce
- Massimo Zamboni - chitarre
- Giorgio Canali - chitarre, cori
- Gianni Maroccolo - basso, chitarra acustica, cori
- Francesco Magnelli - tastiera, pianoforte, cori
- Ginevra Di Marco - voce e cori
- Pino Gulli - batteria
- Alessandro Gerby - percussioni